# Konrad Kölbl
Konrad Kölbl (Pseudonyme: Conny Cöll, Bill Hasting, Bill Hastings; * 6. Juli 1912 in München; † 24. Mai 1994) war ein deutscher Schriftsteller und Verleger.

## Leben
Konrad Kölbl wuchs bei seinen Eltern in Augsburg auf. Nach dem Tod seiner Mutter kam er in ein Waisenhaus in Mindelheim, wo er sich im Selbststudium Fertigkeiten in der Stenografie aneignete. Ab 1927 lebte Kölbl wieder bei seinem Vater in Augsburg und absolvierte eine Lehre als Goldschläger. Anschließend verdiente er sich seinen Lebensunterhalt durch das Mitstenografieren und den Verkauf von Begräbnisreden an die Hinterbliebenen. Ab Mitte der 1930er Jahre war Kölbl Mitarbeiter der Augsburger Allgemeinen.
Nach dem Zweiten Weltkrieg begann Konrad Kölbl im großen Stil mit dem Verfassen von Heftromanen, die zwischen 1952 und 1964 im eigenen
Münchner Verlag unter dem Pseudonym „Conny Cöll“ erschienen. Es handelte sich dabei vorwiegend um Wildwestromane, die Kölbl häufig in bearbeiteter Form als Leihbuch wiederveröffentlichte.

## Werke
- Marjou, Augsburg 1952 (zusammen mit Bill Hastings)
- Trixi, Buch/Ammersee 1952
- Der Azteken-Gott, München/Pasing 1953 (unter dem Namen Bill Hasting)
- Blondy, München-Pasing 1954
- Faustrecht, München-Pasing 1954
- Strandgut des Westens, München-Pasing 1954
- Der Gentleman, München-Pasing 1955
- Grauwolf, München-Pasing 1955 (unter dem Namen Conny Cöll)
- Der Schläfer, München-Pasing 1955
- Schlauköpfchen, München-Pasing 1955
- Texanerblut, München-Pasing 1955
- Über die Prärie, München-Pasing 1955
- Whatambo, München-Pasing 1955
- Feuerland, München-Pasing 1956
- Raubtier Mensch, München 1956
- Der schnitzende Sheriff, München 1956
- Brent, der Grisly, München 1958
- Colt-König, München 1958
- Helden der Wildnis, München 1958
- Husky, der Held des Nordens, München 1958
- Jonas, der Biber, München 1958
- Der kleine Cowboy, München 1958
- Rothaars wilder Sohn, München 1958
- Trapper Conny, München 1958
- Die Wasser Manitus, München 1958
- Wolfsliebe, München 1958
- Das Banditennest, Rastatt/Bd. 1959
- Blitz-Sunny, Rastatt/Bd. 1959
- Dann schoß Conny, München 1959
- Inferno, München 1959
- Die Mitternachts-Farm, München 1959
- Die Nummer "Zwei", Rastatt/Baden 1959
- Treu bis in den Tod, Rastatt/Bd. 1959
- Der alte Trapper, Rastatt/Bd. 1960
- Banditen der schwarzen Berge, Rastatt/Bd. 1960
- Colorado Jim, München 1960
- Ed Spring, Rastatt/Bd. 1960
- Es begann in Kenedy, München 1960
- Gefahr in Iximaya, Rastatt/Bd. 1960
- Der Gigant, Rastatt/Baden 1960
- Harte Schule, Rastatt/Bd. 1960
- Hilfssheriff Sunny, Rastatt/Bd. 1960
- Der junge Sam Brash, Rastatt/Bd. 1960
- Kampf um Satica, Rastatt/Bd. 1960
- Das Katzengesicht, Rastatt/Bd. 1960
- Der König von Frisko, Rastatt/Bd. 1960
- Leslie Baxter, Rastatt/Bd. 1960
- Nach dem Erdbeben, Rastatt/Bd. 1960
- Der Neue, München 1960
- Der Prärie-Lord, Rastatt/Bd. 1960
- Schüsse in der Mormonenstadt, Rastatt/Bd. 1960
- Teufel am Panamakanal, Rastatt/Bd. 1960
- Teufel in Schwarz, Rastatt/Bd. 1960
- Vance Laramie, Rastatt/Bd. 1960
- Die Arizona Story, München 1961 (unter dem Namen Conny Cöll)
- Bruder Colt, München 1961
- Bunny Ney, München 1961 (unter dem Namen Conny Cöll)
- Coltmelodie, Rastatt/Bd. 1961
- Conny jagt die Alaska-Bande, Rastatt/Bd. 1961
- Die 13. Kerbe, München 1961 (unter dem Namen Conny Cöll)
- Endlose Fährte, Rastatt/Bd. 1961
- Er, München 1961 (unter dem Namen Conny Cöll)
- Das Grab der Maya, München 1961 (unter dem Namen Conny Cöll)
- Das Greenhorn, München 1961 (unter dem Namen Conny Cöll)
- Der Große, München 1961 (unter dem Namen Conny Cöll)
- Die große Zeit, München 1961 (unter dem Namen Conny Cöll)
- Die großen Drei, München 1961 (unter dem Namen Conny Cöll)
- Hämmernde Colts, Rastatt/Bd. 1961
- Hinis Rache, Rastatt/Bd. 1961
- Kampf ohne Gnade, Rastatt/Bd. 1961
- Eine Kugel für 5 Cents, München 1961 (unter dem Namen Conny Cöll)
- Nur ein Cowboy, München 1961 (unter dem Namen Conny Cöll)
- Ohne Gnade, München 1961 (unter dem Namen Conny Cöll)
- Pokerkönig und Colt, Rastatt/Bd. 1961
- Die Rächer reiten, Rastatt/Bd. 1961
- San Franzisko 1906, Rastatt/Bd. 1961
- Die sanfte Miss, München 1961 (unter dem Namen Conny Cöll)
- Schimpa, München 1961 (unter dem Namen Conny Cöll)
- Tolle Kerle, München 1961 (unter dem Namen Conny Cöll)
- Tornado, Rastatt/Bd. 1961
- Treffpunkt Utah, München 1961 (unter dem Namen Conny Cöll)
- ... und der trifft immer, München 1961 (unter dem Namen Conny Cöll)
- Zwei bernsteingelbe Augen, München 1961 (unter dem Namen Conny Cöll)
- Coltjäger Trixi, Rastatt/Bd. 1962
- Coltkönig, Rastatt/Bd. 1962
- Der große Kampf, München 1962 (unter dem Namen Conny Cöll)
- Nacht über Texas, München 1962 (unter dem Namen Conny Cöll)
- Rhett Steve, München 1962
- Samuel Colt, München 1962 (unter dem Namen Conny Cöll)
- Sein größtes Spiel, München 1962 (unter dem Namen Conny Cöll)
- Sieben tote Hügel, München 1962 (unter dem Namen Conny Cöll)
- Die sterbende Stadt, München 1962 (unter dem Namen Conny Cöll)
- Der törichte Sheriff, München 1962 (unter dem Namen Conny Cöll)
- Tausend helle Lichter, München 1962 (unter dem Namen Conny Cöll)
- Terror, München 1962 (unter dem Namen Conny Cöll)
- Der Traurige, München 1962
- Der Unglücks-Cowboy, München 1962 (unter dem Namen Conny Cöll)
- Vergeltung, Rastatt/Bd. 1962
- Der Wolfskönig, München 1962 (unter dem Namen Conny Cöll)
- Zion, München 1962 (unter dem Namen Conny Cöll)
- Am Ende der Welt, München 1963 (unter dem Namen Conny Cöll)
- Anschlag auf Rhett Steve, Rastatt/Bd. 1963
- Black Gun, München 1963 (unter dem Namen Conny Cöll)
- Blitzende Colts, Rastatt/Bd. 1963
- Blitz-Sunny greift an, München 1963 (unter dem Namen Conny Cöll)
- Die Cajuns, München 1963 (unter dem Namen Conny Cöll)
- Dixieland, München 1963 (unter dem Namen Conny Cöll)
- Der freiwillige Lump, München 1963 (unter dem Namen Conny Cöll)
- Gefährliche Fährte, München 1963
- Harte Schule, München 1963 (unter dem Namen Conny Cöll)
- Ein harter Kämpfer, Rastatt/Bd. 1963
- Heiße Kämpfe, München 1963 (unter dem Namen Conny Cöll)
- Hodinis Rache, München 1963 (unter dem Namen Conny Cöll)
- Der junge Ben Silver, Rastatt/Bd. 1963
- Der junge John Sinclair, Rastatt/Bd. 1963
- Der junge Trixi, Rastatt/Bd. 1963
- Kampf um den Jackson-Rubin, München 1963 (unter dem Namen Conny Cöll)
- Der kleine Benjamin, München 1963 (unter dem Namen Conny Cöll)
- König der Spieler, München 1963 (unter dem Namen Conny Cöll)
- (Kölb's) Kräuterfibel. Eine Kompilation., 13. Aufl. Grünwald bei München 1961 (auch: München 1963)
- Der müde Bill, München 1963 (unter dem Namen Conny Cöll)
- Norton II., Kaiser von Amerika, München 1963 (unter dem Namen Conny Cöll)
- Old Hickory, München 1963 (unter dem Namen Conny Cöll)
- Rhett Steves schnellere Hand, Rastatt/Bd. 1963
- Der Schläfer, München 1963 (unter dem Namen Conny Cöll)
- Schwarzwolf und Conny, Rastatt/Bd. 1963
- Sheriff Jim Rogers, München 1963 (unter dem Namen Conny Cöll)
- So long, München 1963 (unter dem Namen Conny Cöll)
- Der Teufel selber, München 1963 (unter dem Namen Conny Cöll)
- Die Verwegenen, München 1963
- Die von der Waffe leben, München 1963 (unter dem Namen Conny Cöll)
- Die Alaska-Bande, München 1964 (unter dem Namen Conny Cöll)
- Der blonde Texaner, München 1964
- Colt Lady, München 1964
- Frisko-Melodie, München 1964 (unter dem Namen Conny Cöll)
- Der graue Würger, München 1964 (unter dem Namen Conny Cöll)
- Handlanger des Todes, München 1964 (unter dem Namen Conny Cöll)
- Nordlicht, München 1964 (unter dem Namen Conny Cöll)
- Rache für Ed Spring, München 1964 (unter dem Namen Conny Cöll)
- Rhett Steves schnellere Hand, München 1964 (unter dem Namen Conny Cöll)
- Der Satan von Alaska, München 1964 (unter dem Namen Conny Cöll)
- Schüsse im Sand, München 1964 (unter dem Namen Conny Cöll)
- Teufel des Nordens, München 1964 (unter dem Namen Conny Cöll)
- Die Todes-Ranch, München 1964 (unter dem Namen Conny Cöll)
- Der Treck ins Verderben, München 1964 (unter dem Namen Conny Cöll)
- Das unheimliche Fort, München 1964 (unter dem Namen Conny Cöll)
- Nacht über Texas, Gründwald bei München 1975
- Die Nummer fünf, München 1975
- Redskull, Grünwald b. München 1975
- Sein größtes Spiel, Grünwald b. München 1975
- Tiergeschichten, München 1975
- Unzertrennlich, Grünwald b. München 1975
- Die Verrückten von Frisko, Grünwald b. München 1975
- Der zweite Mann, München 1975

## E-Books
- Trixi, Taching am See 2015 (ISBN 978-3-87411-610-7)
- Grauwolf, Taching am See 2015 (ISBN 978-3-87411-603-9)
- Die sanfte Miss, Taching am See 2015 (ISBN 978-3-87411-601-5)
- San Franzisko 1906, Taching am See 2016 (ISBN 978-3-87411-608-4)
- Ohne Gnade, Taching am See 2016 (ISBN 978-3-87411-607-7)
- "So long", Taching am See 2015 (ISBN 978-3-87411-609-1)
- Helden der Wildnis, Taching am See 2013 (ISBN 978-3-87411-600-8)
- Iximaya, Taching am See 2017 (ISBN 978-3-87411-604-6)
- Feuerland, Taching am See 2016 (ISBN 978-3-87411-602-2)
- König der Spieler, Taching am See 2017 (ISBN 978-3-87411-605-3)
- Norton II. Kaiser von Amerika, Taching am See 2017 (ISBN 978-3-87411-606-0)